# Георгий IX (царь Имеретии)
Георгий IX (груз. გიორგი IX, 1712— после 1772) — царь Имеретии (1741—1742), сын имеретинского царя Георгия VII от брака с гурийской княжной Тамарой Гуриели.

## Биография
Весной 1741 года ахалцихский паша Исак-паша организовал военный поход против имеретинского царя Александра V. На сторону турок перешли могущественные имеретинские вельможи: мегрельский князь Отия Дадиани, рачинский эристав Григол и князь Зураб Абашидзе со своими дружинами. Имеретинский царь Александр, потерявший поддержку знати, с семьей и немногочисленными сторонниками бежал в Картли. Турки-османы вступили в Кутаиси — столицу Имеретии, где посадили на царский престол Георгия IX, младшего брата Александра. В Картли имеретинский царь Александр был захвачен в плен персами, но по приказу Надир-шаха его освободили и доставили в Ахалцихе.
Осенью 1742 года ахалцихский паша организовал новый поход на Имеретию, чтобы возвести на царский престол прежнего царя Александра V. Мегрельский князь Отия Дадиани, рачинский эристав Григол и Зураб Абашидзе вынуждены были признать Александра царем Имеретии. Георгий IX уехал из Имеретии в Мегрелию, найдя убежище при дворе князя Отии Дадиани. Александр приказал казнить свою мачеху Тамару (мать Георгия) и перебил многих сторонников своего сводного брата.
Георгий IX имел сына Георгия (1756—1795), который под именем Давида II занимал царский престол Имеретии в 1784—1789, 1790—1792 годах.